# Episodi di Cheyenne (quinta stagione)
La quinta stagione della serie televisiva Cheyenne è andata in onda negli Stati Uniti dal 26 settembre 1960 al 15 maggio 1961 sulla ABC.
| nº | Titolo originale          | Prima TV USA      | Titolo italiano | Prima TV Italia |
| -- | ------------------------- | ----------------- | --------------- | --------------- |
| 1  | The Long Rope             | 26 settembre 1960 |                 |                 |
| 2  | Counterfeit Gun           | 10 ottobre 1960   |                 |                 |
| 3  | Road to Three Graves      | 31 ottobre 1960   |                 |                 |
| 4  | Two Trails to Santa Fe    | 28 ottobre 1960   |                 |                 |
| 5  | Savage Breed              | 19 dicembre 1960  |                 |                 |
| 6  | Incident at Dawson Flats  | 9 gennaio 1961    |                 |                 |
| 7  | Duel at Judas Basin       | 30 gennaio 1961   |                 |                 |
| 8  | The Return of Mr. Grimm   | 13 febbraio 1961  |                 |                 |
| 9  | The Beholden              | 27 febbraio 1961  |                 |                 |
| 10 | The Frightened Town       | 20 marzo 1961     |                 |                 |
| 11 | Lone Patrol               | 10 aprile 1961    |                 |                 |
| 12 | Massacre at Gunsight Pass | 1º maggio 1961    |                 |                 |
| 13 | The Greater Glory         | 15 maggio 1961    |                 |                 |

## The Long Rope
- Prima televisiva: 26 settembre 1960

### Trama
- Guest star: Peter Whitney (Hugo Parma), Merry Anders (Ruth Graham / Fay Pierce), Donald May (Fred Baker / Randy Pierce), Alan Baxter (Reed Moriarity), James Hurst (Deputy Ed Warren), Frank Albertson (Johnny Kent), Dehl Berti (Joe Maybe), Dan Riss (Jeff Pierce), Mary Alan Hokanson (Mary Pierce), Richard Bellis (Young Cheyenne), Craig Marshall (Randy Pierce), Cherrill Lynn (Fayette Pierce), Forrest Taylor (Minister), Sailor Vincent (Depot Master)

## Counterfeit Gun
- Prima televisiva: 10 ottobre 1960

### Trama
- Guest star: Robert Lowery (Giff Murdock / Richard Scott), Lisa Gaye (Francie Scott), Vito Scotti (Julio / Captain Ricardo Diego Cazal), Ray Teal (sceriffo), K.L. Smith (Morgan), William Mims (Tully), Roy Wright (Jipson), Alex Montoya (Raoul), Bob Wienskjo (Harris), Edward Colmans (padre Miguel), Gene Roth (Davis), Thomas Browne Henry (Miller), Jason Johnson (dottor Richards), Emile Avery (Train Robber), Fred Carson (Train Robber), Pedro Gonzalez Gonzalez (impiegato dell'hotel), Ron Howard (Timmy), Clyde Howdy (Slim)

## Road to Three Graves
- Prima televisiva: 31 ottobre 1960

### Trama
- Guest star: Jean Byron (Alice Norris), Joe De Santis (Manuel Loza), Jason Evers (Carl Tower), Alan Hale Jr. (Tuk), Will Hutchins (Tom 'Sugarfoot' Brewster , solo accreditato), Gregory Irvin (Ted Norris), Freddie Roberto (Padre Mendez), Carlos Romero (Luiz Perez), James Seay (Parks), Fred Carson (minatore), Clyde Howdy (Loza's Goon), Jack Perrin (cittadino), John Truax (Angry Townsman)

## Two Trails to Santa Fe
- Prima televisiva: 28 ottobre 1960

### Trama
- Guest star: Robert Anderson (Jones), Max Baer Jr. (Willis), Robert Colbert (caporale Howie Burch), Darlene Fields (Belle), Wilton Graff (maggiore Perkins), Gayla Graves (Mary North), John Harmon (Harris), Will Hutchins (Tom 'Sugarfoot' Brewster , solo accreditato), Walter Reed (Jack Riggs), Randy Stuart (Amy Brandon), Richard Webb (Jed Brandon), Sonya Wilde (Aleeah), Robert Carricart (Army Doctor), Fred Carson (Indian), Clyde Howdy (cercatore), Russ McCubbin (Indian), Kansas Moehring (cercatore), Tony Young (Yellow Knife - Indian Leader)

## Savage Breed
- Prima televisiva: 19 dicembre 1960

### Trama
- Guest star: Will Hutchins (Tom 'Sugarfoot' Brewster , solo accreditato), Ray Danton (Marshal Al Lestrade), Shirley Ballard (Lily Lestrade), Charlie Briggs (Bart Hanson), Robert Clarke (Phil Kenton), Walter Coy (George Naylor / Frank Baker), Clyde Howdy (Pete Saba), Patricia Huston (Mrs. Nora Kenton), Michael Keep (Dull Knife), Carlyle Mitchell (senatore Leland Carr), James Waters (tenente Voorhees), Russ McCubbin (Indian)

## Incident at Dawson Flats
- Prima televisiva: 9 gennaio 1961

### Trama
- Guest star: Will Hutchins (Tom 'Sugarfoot' Brewster , solo accreditato), Ty Hardin (Bronco Layne , solo accreditato), Morris Ankrum (Cyrus Dawson), John Cliff (Lafe Dawson), Hampton Fancher (Jasper Dawson), Jock Gaynor (Johnny McIntyre), Mort Mills (Sherriff Ed Graves), Gerald Mohr (Elmer Bostrum), Joan O'Brien (Selma Dawson), Grady Sutton (fotografo), Ivan Bell (membro linciaggio), Tom Kennedy (membro linciaggio), Russ McCubbin (membro linciaggio)

## Duel at Judas Basin
- Prima televisiva: 30 gennaio 1961

### Trama
- Guest star: Will Hutchins (Tom 'Sugarfoot' Brewster), Ty Hardin (Bronco Layne), Sheldon Allman (Charles 'Charlie' Lutz), Jacques Aubuchon (Pike Hanson), Max Baer Jr. (Pete), Alan Caillou (Ian Stewart), Terry Frost (sceriffo Hoag), Ken Mayer (Henry 'Hank' Lutz), Ed Prentiss (maggiore Grant), Linda Rivera (Yellow Moon), Phil Tully (Ben), Fred Carson (Hanson Henchman), Clyde Howdy (Stewart Cowhand), Tom Kennedy (lavoratore nel ranch), Victor Lundin (ladro di bestiame), Jake Sheffield (conducente della diligenza)

## The Return of Mr. Grimm
- Prima televisiva: 13 febbraio 1961

### Trama
- Guest star: John Alvin (Weldon Conners), R.G. Armstrong (Nathanael Grimm), Jericho Brown (Red), Jim Hayward (impiegato), Myron Healey (Wesley Mason), Will Hutchins (Tom 'Sugarfoot' Brewster , solo accreditato), Maurice Manson (sindaco Stanley), Sherwood Price (Hardy 'Whitey' Russell), Stephen Roberts (giudice Miller), Anita Sands (Grace Evans), Orville Sherman (Robert Garrison), Glenn Stensel (Vince), Fred Carson (Grimm's Man), Nick Dimitri (Grimm's Man), Chuck Hicks (cittadino), Rod McGaughy (minatore)

## The Beholden
- Prima televisiva: 27 febbraio 1961

### Trama
- Guest star: Sheldon Allman (Elijah McGuire), Max Baer Jr. (Bert McGuire), Kim Charney (Tully Grant), Martin Eric (Mickey Lukas), Robert Foulk (Jake Scott), Ty Hardin (Bronco Layne , solo accreditato), John Hubbard (John Mercer), Will Hutchins (Tom 'Sugarfoot' Brewster , solo accreditato), I. Stanford Jolley (Chester), Don Megowan (Marshal Tom Grant), Hanley Stafford (Harvey Perkins), Don Wilbanks (Chad Owens), Patrice Wymore (Harriet Miller), Clyde Howdy (cittadino), Kansas Moehring (frequentatore bar)

## The Frightened Town
- Prima televisiva: 20 marzo 1961

### Trama
- Guest star: Max Baer Jr. (Callow), Lane Chandler (Joe Cooper), Andrew Duggan (Marshal Ben Delaney), Robert Dunlap (Mark Delaney), William Fawcett (Luke), Tim Graham (Jeb Conroy), Angela Greene (Harriett Delaney), James Griffith (Gorrell), Myron Healey (Tully), Will Hutchins (Tom 'Sugarfoot' Brewster , solo accreditato), Ollie O'Toole (Charlie Dennis), Gregg Palmer (Dillard), John Rayner (Matt Cooper), Clyde Howdy (Andrews)

## Lone Patrol
- Prima televisiva: 10 aprile 1961

### Trama
- Guest star: Joseph Gallison (Trooper Jerry Dailey), Harry Holcombe (maggiore Prewitt), Clyde Howdy (Trooper Yawkey), Will Hutchins (Tom 'Sugarfoot' Brewster , solo accreditato), Stacy Keach Sr. (sergente O'Bannion), Dorothea Lord (Mrs. Jen Claypool), Robert McQueeney (capitano Duquesne), Ollie O'Toole (caporale Tarbo), Dawn Wells (Sarah Claypool), Brad Weston (tenente Patterson), Fred Carson (Gray Wolf)

## Massacre at Gunsight Pass
- Prima televisiva: 1º maggio 1961

### Trama
- Guest star: Will Hutchins (Tom 'Sugarfoot' Brewster , solo accreditato), X Brands (Powder Face), Kathie Browne (Molly Stone), Dee Carroll (Eva Hopkins), Hal K. Dawson (Truckee Charlie), Jack Elam (Count Nicholas Valadamir Potosi), Robert Foulk (Joe Stone), Robert Knapp (Frank Thorne), Allan Lane (sceriffo Milton), Paul Mantee (Jimmy), Patricia Michon (Antoinette Laval), Hank Patterson (Sunset), Sherwood Price (Johnny Eldorado), Fred Carson (Indian Killed by Frank Thorne), Eddie Little Sky (Indian That Finds Body), Rod McGaughy (Indian), Buddy Roosevelt (Indian)

## The Greater Glory
- Prima televisiva: 15 maggio 1961

### Trama
- Guest star: Jack Big Head (Grey Deer), Susan Crane (Mary Wiley), Tod Griffin (Rafe Donovan), Clyde Howdy (Jim - 1st Gunman), Will Hutchins (Tom 'Sugarfoot' Brewster , solo accreditato), Rankin Mansfield (dottore), William Phipps ('Smiler' Jones), William Sargent (Roy Wiley), Mickey Simpson (Big Blue), Clarence Straight (Neighbor Man), Ray Stricklyn (Billy the Kid), Ruth Terry (Neighbor Woman), Fred Carson (cittadino)